# 李琰 (棣王)
李琰（710年代?—752年），原名李嗣真。唐玄宗李隆基第四子，母钱妃。

## 生平
開元四年（714年）封鄫王，十二年（724年）改封棣王，同年改名為李洽。二十四年（736年）再改名為李琰。天宝初，为武威郡都督，经略节度河西、陇右。天宝十一载（752年），因为他的两位孺人争宠引发巫蛊事件，忧惧而死。

## 家庭

### 母
- 钱妃，玄宗初年四妃名号有董贵妃、杨淑妃、武贤妃，钱妃或为德妃

### 妻妾
- 韦妃，韦縚女
- 孺人某氏
- 孺人某氏

### 儿子
《旧唐书》称“男女繁衍，至五十五人”。《新唐书》称凡五十五子，得王者四人
- 李僎，天宝年间封为汝南郡王、秘书监同正员
- 李侨，天宝年间封为宜都郡王、卫尉卿同正员
- 李俊（李儁），天宝年间封为济南郡王、光禄卿同正员
- 李侒，顺化郡王
- 李微，衛尉卿
- 李僚，太仆卿
- 李侠，国子祭酒
- 李仁，殿中监
- 李僾，秘书监

- 女儿
  - 第五女，追赠南川县主，韦氏所生。[1]

## 延伸阅读
[在维基数据编辑]
 《舊唐書·卷107》，出自刘昫《舊唐書》
 《新唐書·卷082》，出自《新唐書》